# サミュエル・ザバラ
サミュエル・エリアス・ザバラ（Samuel Elias Zavala, 2004年7月15日 - ）は、ベネズエラのミランダ州カラカス出身のプロ野球選手（外野手）。左投左打。MLBのシカゴ・ホワイトソックス傘下所属。

## 経歴

### プロ入りとパドレス傘下時代
2021年1月にアマチュア・フリーエージェントでサンディエゴ・パドレスと契約してプロ入り。契約金は120万ドル。傘下のルーキー級ドミニカン・サマーリーグ・パドレスでプロデビューし、55試合に出場して打率.297、3本塁打、40打点を記録した。
2022年はルーキー級アリゾナ・コンプレックスリーグ・パドレスで開幕を迎え、シーズン途中にA級レイクエルシノア・ストームへ昇格した。2チーム合計で43試合に出場して打率.272、8本塁打、32打点を記録した。
2023年はA級レイクエルシノアで開幕を迎えた。

### ホワイトソックス傘下時代
2024年3月13日にディラン・シースとのトレードで、スティーブン・ウィルソン、ドリュー・ソープ、ハイロ・イリアルテと共にシカゴ・ホワイトソックスへ移籍した。